# Cantón de Chénérailles
El cantón de Chénérailles era una división administrativa francesa, que estaba situada en el departamento de Creuse y la región de Limusín.

## Composición
El cantón estaba formado por once comunas:
- Chénérailles
- Issoudun-Létrieix
- La Serre-Bussière-Vieille
- Lavaveix-les-Mines
- Le Chauchet
- Peyrat-la-Nonière
- Puy-Malsignat
- Saint-Chabrais
- Saint-Dizier-la-Tour
- Saint-Médard-la-Rochette
- Saint-Pardoux-les-Cards

## Supresión del cantón de Chénérailles
En aplicación del Decreto n.º 2014-161 de 17 de febrero de 2014, el cantón de Chénérailles fue suprimido el 22 de marzo de 2015 y sus 11 comunas pasaron a formar parte; diez del nuevo cantón de Gouzon y una del nuevo cantón de Aubusson.